# Greenpeace-Jugend

Logo der Greenpeace-Jugend

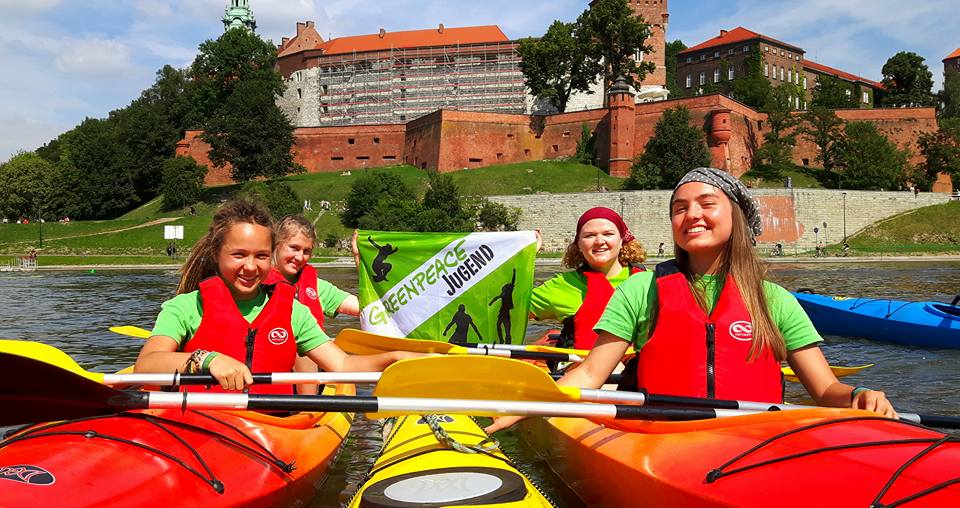
Die Greenpeace-Jugend beim 31. katholischen Weltjugendtag 2016 in Krakau. In Kajaks erinnern sie und andere Aktivisten an die Kritik des Papstes am hohen Anteil der Industrienationen am Klimawandel.

Die Greenpeace-Jugend ist ein seit 1997 bestehendes Angebot von Greenpeace Deutschland für Jugendliche im Alter von 14 und 19 Jahren, die sich ehrenamtlich für den Umweltschutz engagieren möchten.
Über 800 Jugendliche sind in rund 50 Städten bei der Greenpeace-Jugend aktiv und richten sich mit ihren Aktionen an die Öffentlichkeit und die Politik. Themenschwerpunkte sind dieselben wie die von Greenpeace Deutschland bzw. Greenpeace International.
Die Jugendlichen bilden so genannte Jugendaktionsgruppen, kurz JAG genannt, und sind an die lokalen Greenpeace-Gruppen in ihrer Stadt angebunden. Dort werden sie durch entsprechend ausgebildete, erwachsene Gruppenmitglieder in ihren Vorhaben und Aktionen unterstützt. Die Jugendlichen sind somit Teil von Greenpeace und arbeiten stets ehrenamtlich.
Kinder im Alter von 9 bis 14 Jahren können sich zu einem so genannten Greenteam zusammentun. Diese Teams werden ebenfalls von Greenpeace unterstützt.

## Aktivitäten
Die Jugendgruppen treffen sich meist regelmäßig und planen gemeinsame Aktionen vor Ort. Diese sind stets angemeldet, thematisch passend zu den bundesweiten Kampagnen und oft bunt und kreativ. So veranstalten die Jugendlichen beispielsweise Straßentheater, Flashmobs und Informationsstände, sammeln Unterschriften oder nehmen an Demonstrationen teil.  Neben den lokalen Jugendaktionen gibt es auch regionale und bundesweite Aktivitäten und Treffen, welche von den Jugendlichen mitgeplant und -organisiert werden und bei denen sich die Jugendlichen untereinander vernetzen und gemeinsam größere Aktionen veranstalten.

### GenetiXproject
Die erste bundesweite Jugendkampagne war das GenetiXproject: Nach Protesten junger Menschen nahm der Nestlé-Konzern 1999 den gentechnisch veränderten Schokoriegel Butterfinger vom Markt.

### SolarGeneration
Im Juli 2003 begann das Projekt SolarGeneration, eine Kampagne für Erneuerbare Energien und Klimaschutz. Im August 2003 überreichten Jugendliche dem damaligen Bundesarbeitsminister Wolfgang Clement ihre politischen Forderungen für neue Jobs im Bereich der erneuerbaren Energien.
Auch beim Weltgipfel für Erneuerbare Energien im Juni 2004 in Bonn waren sie mit Jugendaktionen dabei und verliehen im Folgejahr auf der UN-Klimakonferenz in Montreal ihren Forderungen Nachdruck.
Am Reichstag richteten im Mai 2007 50 Mitglieder der Greenpeace-Jugend-AGs ein Klima-Camp ein und sprachen mit Mitgliedern des Deutschen Bundestages über Maßnahmen zum Klimaschutz.

### „Urwaldschutz ist Klimaschutz“
Im ersten Halbjahr 2008 machten sich die Jugendlichen gemeinsam mit den Greenteams für den Urwald stark. Höhepunkt war die Kids for Earth-Demo zur UN-Biodiversitätskonferenz in Bonn mit 500 Kindern und Jugendlichen.

### Verkehrskampagne
Im September 2008 begann eine Verkehrskampagne der Jugendlichen. Sie forderten einen wesentlich klimafreundlicheren Autoverkehr in Deutschland. Die deutschen Autos seien zu "dick", so die Jugendlichen, womit sie auf das schwere Gewicht der Autos anspielen und damit auch auf die hohen CO2-Emissionen. Um zu zeigen, dass viele Jugendliche leichtere und klimafreundlichere Autos fordern, wurden bundesweit Fotoshootings durchgeführt.

### Kitkat-Kampagne
Anfang 2010 begannen die Greenpeace Jugendlichen eine Kampagne gegen die Verwendung von Pamlöl aus Indonesischen Regenwäldern im Kitkat Schokoriegel von Nestlé. Dazu wurden auf dem Ökumenischen Kirchentag in München viele Unterschriften gesammelt. Mit knapp einer viertel Million Petitionsteilnehmer erreichte Greenpeace, dass Nestlé schlussendlich einlenkte und versprach, in Zukunft auf Palmöl in Schokoriegeln zu verzichten.

### Save the Arctic
Seit Anfang 2012 wird der Schutz der Arktis von den Jugendgruppen thematisiert. Immer wieder forderten sie durch Unterschriftensammlungen und weiteren Aktionen den Erhalt der Arktis als einmaliges Ökosystem und den Rückzug von großen Ölkonzernen wie Shell oder Gazprom aus der Arktis. Durch bundesweite, internationale aber auch lokale Unterstützung konnten nun schon über 7 Mio. Unterschriften gesammelt werden (Stand August 2015), die Druck auf die verantwortlichen Politiker ausüben sollen.

### Detox our Fashion
„Detox our Fashion“ lautet ein weiterer Kampagnenspruch der Greenpeace-Jugend. Bei dieser Kampagne fordert Greenpeace den Verzicht auf giftige Farbstoffe oder Weichmacher in Kleidung, welche gesundheitsschädigend für den Träger sind und eine extreme Belastung für die Umwelt darstellen. Die Greenpeace-Jugend macht auf dieses Thema durch lokale Straßentheater oder Kleidertauschaktionen aufmerksam und informiert Passanten auf der Straße über mögliche Risiken und Gefahren. Große Bekleidungsfirmen wie ADIDAS lenkten bereits ein und verpflichteten sich zu einer giftfreien Kleidungsproduktion.

### Kohlekampagne
Seit Anfang 2014 ist Braunkohle das Kampagnenthema der Greenpeace-Jugend. Unter dem Motto „Kohle ist kein Grund zum Anbaggern!“ veranstalten sie verschiedene Aktionen in ganz Deutschland sowie mehrfache Demonstrationen in der Lausitz, um die Eröffnung neuer Braunkohle-Tagebaue zu verhindern. Die größte Demonstration war hierbei die 8 Kilometer lange Menschenkette Ende August 2014 über die deutsch-polnische Grenze. Diese sollte auf die Abbaggerung der Dörfer vor Ort sowie die umweltschädlichen Folgen eines Tagesbaus aufmerksam machen, welche bereits in der Lausitz präsent sind.